# Oliver Cabrera
Oliver Michael Cabrera (* 24. Mai 1963 in Göteborg) ist ein schwedischer Spielervermittler und Fußballfunktionär.

## Werdegang
Der in Göteborg geborene Cabrera wanderte im Alter von sieben Jahren mit seiner Familie nach Spanien aus, kehrte aber zum Studium an der Technischen Hochschule Chalmers und der Handelshochschule Stockholm nach Schweden zurück und gründete anschließend ein Handelsunternehmen. Ab 2001 saß er für ein Jahr im Vorstand von Hammarby IF. Zu dieser Zeit kam er mit dem Spielervermittlergeschäft in Verbindung.
Cabrera vertrat mit der von ihm und zwei Kollegen gegründeten Cabreras OML Sport & Marketing AB verschiedene Spieler insbesondere aus Schweden, aber auch dort aktive und vormals aktive ausländische Spieler. Darunter fanden sich Akteure wie Ari, Dušan Đurić, Andreas Johansson oder Wilton Figueiredo. Für seine Arbeit wurde er mehrfach ausgezeichnet, im Februar 2014 erhielt er von der Organisation Sport&Pengar die Auszeichnung als Schwedens Vermittler des Jahres 2013.
Nachdem Cabrera mehrfach gegen das Spielervermittler-Reglement verstoßen hatte – er hatte einerseits bei Verhandlungen zwischen GAIS und Feyenoord Rotterdam über einen Spielerwechsel von Wanderson do Carmo einen Passus in den Vertragsvorschlag eingebaut, gemäß der die Westhill Group, an die bei Abschluss die Transferrechte abgetretenen worden wären, ohne Einspruch des Spielers über weitere Transfers hätte bestimmen können, sowie andererseits beim vorgesehenen Spielerwechsel Roni Porokaras neben dem Spieler auch die Vereine Örebro SK und Maccabi Haifa vertreten –  entzog ihm der Schwedische Fußballverband Ende November 2010 die Vermittlerlizenz. Nach Anrufen des Beschwerdeausschusses, vor dem ihn der ehemalige Justizminister Thomas Bodström vertrat, erhielt er Ende Dezember seine Lizenz zurück.
Im Sommer 2011 bestimmte Cabrera erneut die Schlagzeilen, als er behauptete, sein Mandant Dušan Đurić werde lediglich „aufgrund seines Nachnamens“ in der schwedischen Nationalmannschaft nicht berücksichtigt. Diese Rassismusvorwürfe wurden vom Verbandschef Lars-Åke Lagrell angesichts von Spielern wie Emir Bajrami, Daniel Majstorović, Zlatan Ibrahimović oder Behrang Safari als unsinnig abgetan.